# Na samo dno
Na samo dno (tytuł oryg. Loaded) – amerykański film fabularny z 2008 roku.

## Obsada
- Jesse Metcalfe – Tristan Price
- Corey Large – Sebastian
- Monica Keena – Brooke
- Nathalie Kelley – April
- Chace Crawford – Hayden Price
- Johnny Messner – Javon
- Jimmy Jean-Louis – Antonio
- Vinnie Jones – Mr. Black
- Nicole Eggert – Allison Ryan
- Drew Fuller – Brendan
- Erin Gray – Susan Price
- Lochlyn Munro – Clive
- Alan Pao – Valet